# 로도스의 아폴로니오스
아폴로니오스(고대 그리스어: Ἀπολλώνιος Ῥόδιος, Apollṓnios Rhódios)는 알렉산드리아 태생의 학자·시인이다. 칼리마코스의 제자였으나 사이가 나빠져 로도스섬에 이주하여 만년을 보냈다. 문헌학·고증 등에 조예가 깊어 여러 양식의 시를 썼는데 주로 <아르고나우티카>의 작가로서 유명했다.